# استفتاء استقلال الجبل الأسود 2006
 تم إجراء استفتاء استقلال الجبل الأسود في 21 مايو 2006. أيد 55.5٪ من الناخبين عملية الاستقلال، وقد تجاوزت الحد الأدنى المنصوص عليه 55٪. بحلول 23 مايو، تم الاعتراف بالنتائج الأولية للاستفتاء من قبل جميع الأعضاء الخمسة دائمي العضوية في مجلس الأمن التابع للأمم المتحدة، مما يشير إلى اعتراف دولي واسع النطاق في حال استقلت الجبل الأسود رسميا. في 31 مايو، أكدت لجنة الاستفتاء رسميا النتائج، حيث أكدت أن 55.5٪ من السكان الناخبين في الجبل الأسود صوتوا لصالح الاستقلال. بما أن نسبة التأييد استوفت شرط الحد الأدنى في موافقة الاتحاد الأوروبي (نسبة 55٪)، تم اعتبار الاستفتاء كإعلان استقلال خلال جلسة برلمانية خاصة في 31 مايو. أصدر برلمان جمهورية الجبل الأسود إعلان الاستقلال الرسمي يوم السبت 3 يونيو.
رداً على الإعلان، أعلنت حكومة صربيا عن نفسها خلفا قانونيًا وسياسيًا لصربيا والجبل الأسود،  وأن حكومة وبرلمان صربيا سيعتمدان دستورًا جديدًا قريبًا. عبر الاتحاد الأوروبي والولايات المتحدة والصين وروسيا جميعهم عن نواياهم باحترام نتائج الاستفتاء.

## الخلفية الدستورية
تم تنظيم عملية الانفصال بموجب الميثاق الدستوري لصربيا والجبل الأسود الذي تم تبنيه في 4 فبراير 2003 من قبل مجلسي الجمعية الاتحادية لجمهورية يوغوسلافيا الاتحادية، وفقًا لاتفاق بلغراد لعام 2002 بين حكومتي الجمهوريتين التأسيسيتين لجمهورية يوغوسلافيا الاتحادية الدولة المعروفة آنذاك باسم جمهورية يوغوسلافيا الاتحادية والجبل الأسود وصربيا. تشترط المادة 60 من الميثاق مرور ثلاث سنوات على الأقل عن تاريخ التصديق على الميثاق قبل إعلان إحدى الدول الأعضاء الاستقلال. حددت المادة أيضا وجوب إجراء استفتاء عند اتخاد هذه الخطوة. ومع ذلك، سمح هذا الدستور للدول الأعضاء بتحديد قوانين الاستفتاء الخاصة بهم.
كما ينص على أن الدولة العضو التي تنفصل عن الاتحاد تفقد أي حق في الاستمرارية السياسية والقانونية للاتحاد، أي أن الدولة المنفصلة (في هذه الحالة جمهورية الجبل الأسود) عليها التقدم بطلب للحصول على العضوية في جميع المؤسسات الدولية الكبرى مثل الأمم المتحدة، وحشد الاعتراف الدولي بها من قبل المجتمع الدولي، وأن الدولة المتبقية (في هذه الحالة الجمهورية صربيا) تصبح الخليفة الكامل للاتحاد. لم تعترض أي دولة على الاعتراف بالدولة المشكلة حديثا قبل الاستفتاء. لو أعلنت صربيا استقلالها بدلا من الجبل الأسود، لكانت الجبل الأسود هي الدولة الخلف القانونية.

## الإجراء القانوني
وفقًا لدستور الجبل الأسود،  لا يمكن تغيير وضع الدولة بدون استفتاء يقترحه الرئيس على البرلمان. قدم الرئيس فيليب فويانوفيتش قانون الاستفتاء الخاص بالوضع القانوني للدولة، وتمت الموافقة عليه بالإجماع من قبل برلمان الجبل الأسود في 2 مارس 2006. بالإضافة إلى صياغة السؤال الرسمي الذي سيُطرح على الناخب في اقتراع الاستفتاء، تضمن القانون مدة زمنية تبلغ ثلاث سنوات يجب أن تفصل بين كل استفتاء يتم إجراؤه، بحيث إذا كانت نتائج الاستفتاء قد رفضت الاستقلال، كان من الممكن عقد استفتاء آخر قانونيا في عام 2009. 
يُلزم مشروع قانون الاستفتاء البرلمان، الذي قدم الاستفتاء، باحترام نتائجه مهما كانت. كما كان عليه إعلان النتائج الرسمية خلال 15 يوما من يوم الاقتراع، والتصرف وفقا للنتائج خلال 60 يوما. كان حل البرلمان ضروريا عند إقرار أي مشروع قانون يقترح تغييرات دستورية على وضع الدولة، وكان مطلوبا من البرلمان الجديد أن ينعقد في غضون تسعين يوما. حتى يتم تفعيل هذه التغييرات، كان يتعين على البرلمان الجديد دعم مشروع القانون بأغلبية الثلثين.
صرحت دولة صربيا المستقلة حديثا، وهي الدولة الخلف لاتحاد صربيا والجبل الأسود، علنا بأنها ستحترم نتائج الاستفتاء ولن تتعارض مع سيادة كاملة لجمهورية الجبل الأسود.

### الخلافات
كان هناك جدل كبير حول لمن له الحق في الاقتراع وعن عتبة النتائج المطلوبة لإعلان الاستقلال. في البداية، دعمت حكومة الجبل الأسود، التي دعمت الاستقلال، أن يتم تحديد النتائج على أساس أغلبية بسيطة، لكن المعارضة أصرت على أن يتم طرح العتبة الضرورية لفوز خيار «نعم» في الاستفتاء للنقاش.
اقترح مبعوث الاتحاد الأوروبي ميروسلاف لاجيك أن يتم إعلان الاستقلال إذا أيد القرار أغلبية 55٪ من الأصوات مع نسبة مشاركة لا تقل عن 50٪، وهو الاقتراح الذي أثار بعض الاحتجاجات من الجبهة المؤيدة للاستقلال. وافق مجلس الاتحاد الأوروبي بالإجماع على اقتراح لاجاك، وتراجعت حكومة الجبل الأسود في النهاية عن معارضتها للاقتراح. ومع ذلك، وعد رئيس وزراء الجبل الأسود ميلو تشوكانوفيتش، بأنه سيعلن الاستقلال إذا حصل الاستفتاء على نسبة 50٪ من التأييد، بغض النظر عن نسبة المشاركة. من ناحية أخرى، أعلن أيضًا أنه إذا صوت أقل من 50٪ لصالح خيار الاستقلال، فإنه سيستقيل من المجال السياسي.
وهناك مسألة أخرى مثيرة للجدل وهي قانون الاستفتاء، الذي يستند إلى دستور صربيا والجبل الأسود، والذي ينص على أنه يجب حظر سكان الجبل الأسود المقيمين داخل صربيا والمسجلين للتصويت داخل صربيا من التصويت في الاستفتاء لأن ذلك من شأنه أن يمنحهم صوتين في الاتحاد ويجعلهم متفوقين على المواطنين الآخرين. كذلك، تم الاختلاف بين الكتلتين حول نسبة 55٪ إلى حد ما لأنها مختلفة عن الممارسة التقليدية المتمثلة في طلب أغلبية الثلثين، كما تم في جميع البلدان اليوغوسلافية السابقة من قبل (بما في ذلك الاستفتاء السابق في الجبل الأسود في 1992).

## الكتل

### المؤيدة للاستقلال

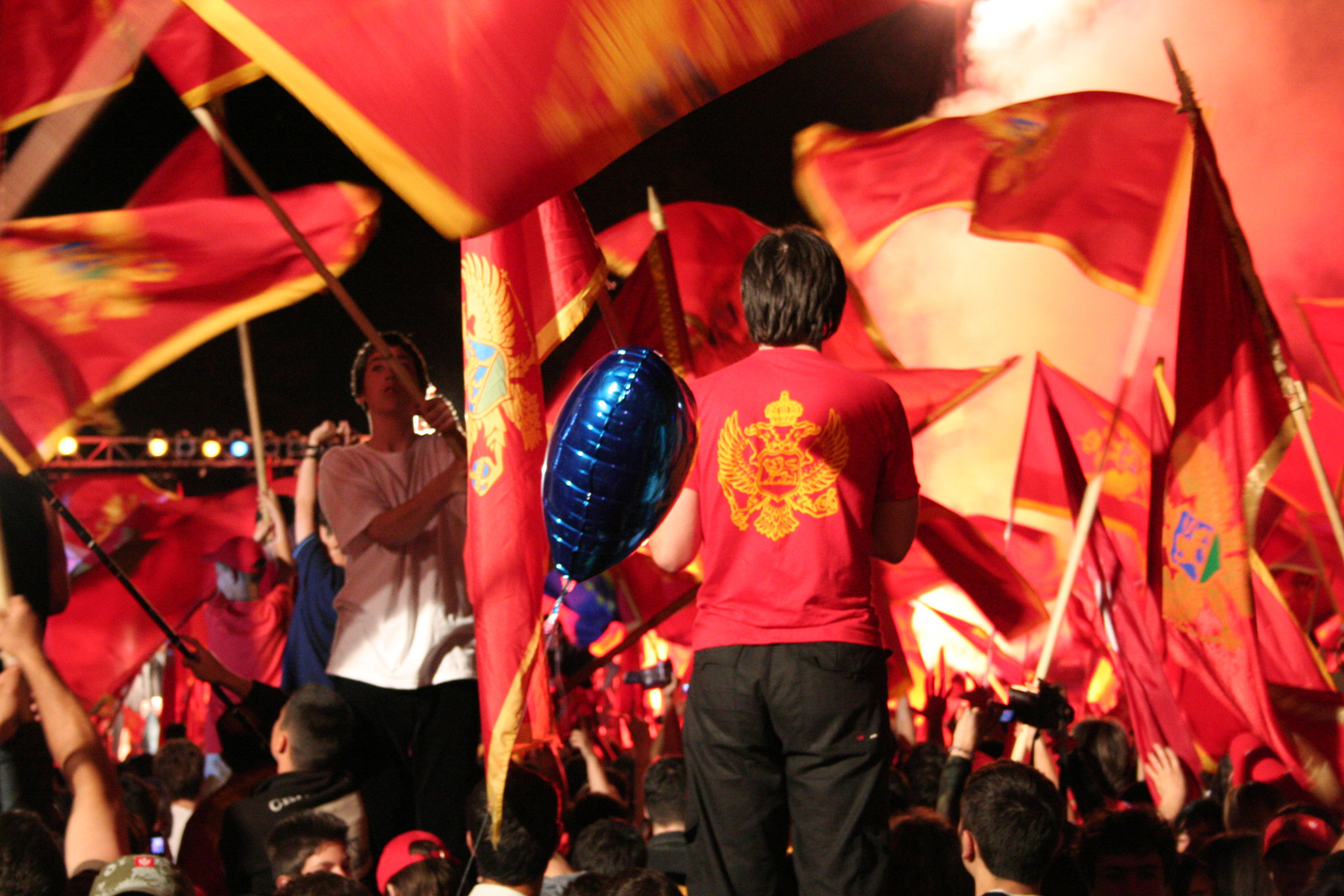
أنصار استقلال الجبل الأسود في ستنيي

- الحزب الديمقراطي للاشتراكيين (DPS)
- الحزب الاجتماعي الديمقراطي (SDP)
- الحزب الوطني في الجبل الأسود (GP)
- الحزب الليبرالي في الجبل الأسود (LP)
- الوفاق الشعبي للجبل الأسود (NSCG)
- الاتحاد الديمقراطي للألبان (DUA)
- الحزب البوسني (BS)
- المبادرة المدنية الكرواتية (HGI)

ركز المعسكر المؤيد للاستقلال على التاريخ وحقوق الأقليات القومية. تم الاعتراف بالجبل الأسود كدولة مستقلة في مؤتمر برلين عام 1878. تم إبطال استقلالها عام 1918 عندما أعلنت جمعيتها الاتحاد مع صربيا. تم وعد الأقليات العرقية في البلا بمنحها كامل الحقوق في دولة الجبل الأسود في حال استقلالها، مع إدراج لغاتها في الدستور الجديد.
وكان رئيس وزراء الجبل الأسود ميلو تشوكانوفيتش زعيم المعسكر.

### الموالية للاتحاد
- حزب الشعب الاشتراكي (SNP)
- حزب الشعب (NS)
- الحزب الصربي الديمقراطي (DSS)
- حزب الشعب الصربي (SNS)
- حزب الشعب الاشتراكي (NSS)
- حزب الراديكاليين الصرب (SSR)

"الجبل الأسود ليس للبيع": شعار الكتلة النقابية (المعارضة)

اعتمد المعسكر الوحدوي أو «كتلة من أجل الحب»، على تأكيد ودعم الاتحاد الأوروبي، وأشاروا في حملتهم إلى الروابط التاريخية والحالية مع صربيا. واتهموا الائتلاف الحاكم بأنه يحاول تحويل الجبل الأسود إلى دولة خاصة وملاذ للجريمة.
استخدم المعسكر في حملته أعلام الاتحاد الأوروبي والتريكولا السلافية (والتي كانت هي أيضا العلم الرسمي لاتحاد دولة صربيا والجبل الأسود) والترايكلوليت الصربي الأرثوذكسي.
زعيم المعسكر الرئيسي كان زعيم المعارضة بريدراج بولاتوفيتش.

### محايد
- حركة التغيير (PzP)
- الرابطة الديمقراطية في الجبل الأسود (DS)
- القوة الديمقراطية الجديدة (FORCA)

حركة التغيير، على الرغم من أنها دعمت الاستقلال بحكم الأمر الواقع، إلا أنها قررت عدم الانضمام إلى الائتلاف المؤيد للاستقلال، بحجة أن المؤيدين للاستقلال مصنوعون إلى حد كبير من «مجرمي DPS»، وأن الكتلة «تحالف غير مقدس» تجمع حولها رئيس الوزراء المثير للجدل ميلو تشوكانوفيتش، الذي يعتبره مسؤولو الحزب عقبة أمام استكمال الديمقراطية في الجبل الأسود.
واتُخذ موقف مماثل من قبل حزب الرابطة الديمقراطية في الجبل الأسود ذو الانتماء الألباني، حيث دعا الحزب ألبان الجبل الأسود لمقاطعة الاستفتاء. وعلى العكس من ذلك ذلك، صوت معظم الألبان في الجبل الأسود من أجل الاستقلال.

## النتائج

الصفحة الأولى من جريدة بوبجيدا، 22 مايو 2006.

| استفتاء استقلال الجبل الأسود | استفتاء استقلال الجبل الأسود | استفتاء استقلال الجبل الأسود |
| الاختيار                     | الأصوات                      | النسبة المئوية               |
| ---------------------------- | ---------------------------- | ---------------------------- |
| نعم                          | 230,711                      | 55.5%                        |
| لا                           | 184,954                      | 44.5%                        |
| Required majority            | 55%                          | 55%                          |
| أصوات جائزة                  | 415,665                      | 99.15%                       |
| أصوات فارغة أو مُلغاة         | 3,571                        | 0.85%                        |
| مجموع الأصوات                | 419,236                      | 100.00%                      |
| نسبة المصوتين                | 86.49%                       | 86.49%                       |
| المصوتون                     | 484,718                      | 484,718                      |
| المصدر: Nohlen & Stöver      |                              |                              |

| البلدية     | نعم    | % نعم  | لا     | لا %   | مسجلون  | صوت     | نسبة التصويت % |
| ----------- | ------ | ------ | ------ | ------ | ------- | ------- | -------------- |
| أندرفيتسا   | 1,084  | 27.6%  | 2,824  | 71.89% | 4,369   | 3,928   | 89.91%         |
| بار         | 16,640 | 63.07% | 9,496  | 35.99% | 32,255  | 26,382  | 81.79%         |
| براني       | 11,268 | 46.85% | 12,618 | 52.46% | 28,342  | 24,051  | 84.86%         |
| بييلو بوليي | 19,405 | 55.36% | 15,437 | 44.04% | 40,110  | 35,051  | 87.39%         |
| بودفا       | 5,908  | 52.75% | 5,180  | 46.25% | 12,797  | 11,200  | 87.52%         |
| ستنيي       | 11,536 | 85.21% | 1,818  | 13.43% | 15,077  | 13,538  | 89.79%         |
| دانيلوفغراد | 5,671  | 53.15% | 4,887  | 45.81% | 11,784  | 10,669  | 90.54%         |
| هرسك نوفي   | 7,741  | 38.28% | 12,284 | 60.75% | 24,487  | 20,220  | 88.50%         |
| كولاسين     | 2,852  | 41.82% | 3,903  | 57.23% | 7,405   | 6,820   | 92.1%          |
| كوتور       | 8,200  | 55.04% | 6,523  | 43.79% | 17,778  | 14,897  | 83.79%         |
| مويكوفاتش   | 3,016  | 43.55% | 3,849  | 55.57% | 7,645   | 6,926   | 90.59%         |
| نيكشيتش     | 26,387 | 52.01% | 23,837 | 46.98% | 56,461  | 50,737  | 89.86%         |
| بلاف        | 7,016  | 78.47% | 1,874  | 20.96% | 12,662  | 8,941   | 70.61%         |
| بلوزيني     | 716    | 24.2%  | 2,230  | 75.36% | 3,329   | 2,959   | 88.88%         |
| بلييفليا    | 9,115  | 36.07% | 16,009 | 63.36% | 27,882  | 25,268  | 90.62%         |
| بودغوريتسا  | 60,626 | 53.22% | 52,345 | 45.95% | 129,083 | 113,915 | 88.25%         |
| روزايي      | 13,835 | 90.79% | 1,314  | 8.62%  | 19,646  | 15,239  | 77.57%         |
| شافنيك      | 906    | 42.67% | 1,197  | 56.38% | 2,306   | 2,123   | 92.06%         |
| تيفات       | 4,916  | 55.86% | 3,793  | 43.1%  | 10,776  | 8,800   | 81.66%         |
| أولسينج     | 12,256 | 87.64% | 1,592  | 11.38% | 17,117  | 13,985  | 81.7%          |
| زابلياك     | 1,188  | 38.37% | 1,884  | 60.85% | 3,407   | 3,096   | 90.87%         |

## ردود الفعل الدولية
في 22 مايو، أرسل الرئيس الكرواتي ستيب ميسيتش رسالة تهنئة إلى شعب الجبل الأسود على تصويته من أجل الاستقلال. كان ميسيتش أول رئيس أجنبي يتفاعل رسميا مع التصويت.
هنأ خافيير سولانا منسق السياسة الخارجية بالاتحاد الأوروبي الجبل الأسود على «الاستفتاء الناجح» وقال إن إقبال أكثر من 86 في المائة «يؤكد شرعية العملية». وقال إن الاتحاد الأوروبي «سيحترم احتراما تاما» النتيجة النهائية. وقال مفوض الاتحاد الأوروبي للتوسع أولي رين إن الاتحاد الأوروبي سيقدم مقترحات لإجراء محادثات جديدة مع كل من الجبل الأسود وصربيا. «يجب على جميع الأطراف احترام النتيجة والعمل معًا من أجل بناء توافق في الآراء على أساس قبول القيم والمعايير الأوروبية. وأتوقع الآن أن تشارك بلغراد وبودغوريتشا في محادثات مباشرة بشأن التنفيذ العملي للنتائج».
في بيان بتاريخ 23 مايو، أكدت الولايات المتحدة تقييم منظمة الأمن والتعاون في أوروبا للاستفتاء، والذي نص على أن «الاستفتاء جرى تماشيا مع التزامات منظمة الأمن والتعاون في أوروبا ومجلس أوروبا وغيرها من المعايير الدولية للعمليات الانتخابية الديمقراطية». وقالت الولايات المتحدة «إننا نحث الجبل الأسود وصربيا على العمل سويا من أجل حل القضايا العملية اللازمة لتنفيذ إرادة شعب الجبل الأسود كما هو موضح في الاستفتاء».
وزارة الخارجية الروسية أصدرت بيانا في 23 أيار / مايو قالت فيه «من الأهمية بمكان لكل من الجبل الأسود وصربيا الدخول في حوار بناء وودي وشامل بهدف التوصل إلى حلول سياسية مقبولة للطرفين فيما يتعلق بعلاقاتهما المستقبلية».
قال وزير أوروبا في المملكة المتحدة جيف هون إنه مسرور لأن الاستفتاء قد امتثل للمعايير الدولية، مشيرا إلى أن «شعب الجبل الأسود عبر عن رغبة واضحة في دولة مستقلة».
أشار متحدث باسم وزارة الخارجية الصينية في مؤتمر صحفي بتاريخ 23 مايو إلى أن «الصين تحترم اختيار مواطني الجبل الأسود وتحترم النتيجة النهائية للاستفتاء».
إن الاعتراف بالإجماع بنتيجة الاستفتاء من قبل الأعضاء الخمسة الدائمين في مجلس الأمن التابع للأمم المتحدة يشير إلى أن الاعتراف الدولي واسع النطاق بدولة الجبل الأسود من المرجح أن يكون سريعا بمجرد إعلان الاستقلال رسميا.

### ردود الفعل الصربية
قبل الرئيس الصربي بوريس تاديتش نتائج الاستفتاء لصالح الاستقلال، في حين قرر رئيس الوزراء الصربي فويسلاف كوشتونيتشا، وهو من أشد المعارضين لاستقلال الجبل الأسود، الانتظار حتى نهاية الأسبوع، حتى تُتاح لمعارضة الجبل الأسود الموالية للاتحاد للطعن في النتيجة النهائية.
أعلن رئيس وزراء كوسوفو أجيم تشيكو، أن كوسوفو ستتبع خطى الجبل الأسود في البحث عن الاستقلال، قائلاً «هذا هو آخر عمل للتصفية التاريخية ليوغوسلافيا / ... / هذا العام ستنهج كوسوفو خطى الجبل الأسود». أعلنت كوسوفو استقلال دولتها في 17 فبراير 2008، ولكن لا يزال يُنظر إليها في القومية الصربية على أنها القلب التاريخي والروحي لصربيا.
خططت الجماعات العرقية الصربية في البوسنة والهرسك المجاورة للمطالبة بإجراء استفتاء على استقلال جمهورية صربسكا، وفقًا لجريدة قائمة فيرنجي اليومية الكرواتية، نقلاً عن برانيسلاف دوكيتش ، زعيم منظمة سبونا الصربية الإقليمية. نظرًا لأن مثل هذه الخطوة يمكن أن تبدأ حربا أخرى في البوسنة، فقد أثارت إدانة واسعة النطاق من الولايات المتحدة والاتحاد الأوروبي ودول أخرى. ميلوراد دوديك، رئيس وزراء جمهورية صربسكا، سحب فيما بعد دعواته لإجراء استفتاء، مشيراً إلى المعارضة الدولية وحقيقة أن مثل هذا الاستفتاء ينتهك اتفاق دايتون للسلام.

## روابط خارجية
- بي بي سي: صفحة حول هذا الموضوع
- بي بي سي: تغطية ما بعد الانتخابات